# HBJ
HBJ is een Duits merk van zijspancombinaties, opgericht in 1985. 
De naam is samengesteld uit de initialen van de voornamen van Hans-Gerd Reichler, Bernd Dawicki en Jesco Höckert. 
HBJ gaat niet uit van het motor-met-zijspan idee, maar bouwt rond het motorblok een compleet nieuw frame, waarna de zijspancombinatie wordt opgebouwd. Men past in het algemeen vrij sterke motoren toe (Yamaha en Triumph 1200 cc blokken).